# Need for Speed: Hot Pursuit
Need For Speed: Hot Pursuit 2010 je videohra závodního žánru. Je 16. dílem série Need for Speed a remakem Need For Speed III: Hot Pursuit. Byla vyvinuta studiem Criterion a vydána Electronic Arts pro platformy PlayStation 3, Xbox 360, Microsoft Windows, Wii, Bada a iPhone. Byla vydána i upravená verze pro Android. Wii verzi hry vyvinula společnost Exient, pro Android studio Iron Monkey. V Severní Americe byla vydána 16. listopadu 2010, v Evropě a Austrálii 19. listopadu

## Hratelnost
Hot Pursuit 2010 se vrací ke kořenům Need for Speed a vrací do hry exotické automobily a honičky s policií.